# Marlene Village
Marlene Village az Amerikai Egyesült Államok Oregon államának Washington megyéjében, a U.S. Route 26 közelében elhelyezkedő statisztikai település, a portlandi agglomeráció része. A 2020. évi népszámláláskor 5485 lakosa volt.
1949 elején négyszáz lakásos lakópark építésébe kezdtek. Névadója Marlene Schnitzer, Harry Mittleman ingatlanfejlesztő unokája. Az első lakásokat 1949 augusztusában adták át.
A település a Tualatin-völgyi tűzoltóság lefedettségébe tartozik.

## Fordítás
- Ez a szócikk részben vagy egészben  a   Marlene Village, Oregon című angol Wikipédia-szócikk ezen változatának fordításán alapul.  Az eredeti cikk szerkesztőit annak laptörténete sorolja fel. Ez a jelzés csupán a megfogalmazás eredetét és a szerzői jogokat jelzi, nem szolgál a cikkben szereplő információk forrásmegjelöléseként.